# Harder to Breathe
Harder to Breathe(〈하더 투 브리드〉)는 미국의 록 밴드 마룬 5의 데뷔 음반 Songs About Jane (2002)의 첫 번째 싱글로 애덤 리바인에 의해 쓰였다.
라이브 EP 1.22.03.Acoustic (2004)과 라이브 음반 Live – Friday The 13th (2005)에 각각 어쿠스틱 버전과 라이브 버전으로 수록되었다.

## 배경
2002년 8월 MTV 뉴스와의 인터뷰에서 마룬 5의 보컬 애덤 리바인이 말하길, "Harder To Breathe"의 배경에는 그들이 Songs About Jane 제작 중 레코드 레이블 A&M/옥톤 레코드에 대해 느낀 불만이 있었다. 그들은 음반 발매를 위해 충분한 준비가 되었다고 생각했으나, 레이블은 작곡을 계속 원했다. 애덤 리바인은 이 곡을 압박감 아래서 썼다고 한다.
"Harder To Breathe"는 애덤 리바인과 그의 뮤즈였던 제인(Jane)이라는 이름의 여인 사이의 관계에 대한 이야기이다. 올뮤직의 맥켄지 윌슨은 이 곡을 "soulful disposition"이라 표현했다.

## 뮤직 비디오
이 곡의 뮤직 비디오는 마크 웨브가 감독을 맡았다 그는 2008년에 마룬 5의 두 번째 정규 음반 It Won't Be Soon Before Long (2007)의 다섯 번째 싱글 "Goodnight Goodnight"의 뮤직 비디오도 감독하였다. 영상은 2002년 8월 19일에 데뷔하였다.

## 수록곡
CD 싱글
1. Harder To Breathe
2. Harder To Breathe (비디오)
3. Rag Doll
4. Secret

## 차트 성적 및 인증
| 차트 (2003년–2004년)        | 순위 |
| --------------------------- | ---- |
| 오스트레일리아 (ARIA)       | 37   |
| 독일 (미디어 컨트롤 AG)     | 79   |
| 아일랜드 (IRMA)             |      |
| 이탈리아 (FIMI)             | 28   |
| 네덜란드 (싱글 톱 100)      | 86   |
| 뉴질랜드 (레코드 뮤직 NZ)   | 33   |
| 스웨덴 (스베리예토프리스탄) | 54   |
| 영국 (오피셜 차트 컴퍼니)   | 13   |
| 미국 빌보드 핫 100          | 18   |
| 미국 팝 송 (빌보드)         | 5    |
| 미국 얼터너티브 송 (빌보드) | 31   |
| 미국 어덜트 탑 40 (빌보드)  | 15   |

### 인증
| 국가                  | 인증 | 판매량/출하량 |
| --------------------- | ---- | ------------- |
| 오스트레일리아 (ARIA) | 골드 | 35,000        |
| 미국 (RIAA)           | 골드 | 500,000       |